# Сопычский сельский совет (Глуховский район)
Сопычский сельский совет (укр. Сопицька сільська рада) — входит в состав
Глуховского района
Сумской области
Украины.
Административный центр сельского совета находится в 
с. Сопычь
.

## Населённые пункты совета
- с. Сопычь
- с. Потаповка

## Ликвидированные населённые пункты совета
- с. Малая Бобылевка